# スリーハーツ財団
スリーハーツ財団（Three Hearts Foundation）は、日本の元ファッションモデル・画家・元ミス日本である新井寿枝が、カンボジアで設立した財団（ボランティア団体）である。
発起人・代表である新井寿枝（2011年度のミス日本（ミス着物））は、2009年よりシンガポール・香港などのアジア諸国で様々な社会貢献活動に参加し、この取り組みに関わる東南アジアの財閥系企業などの支援を得て、スリーハーツ財団を2014年に設立した。同団体は、主にカンボジア、タイ、シンガポールなどを中心に、健康教育、スポーツ振興・文化交流の３分野で、孤児の子供を対象とした啓発活動を実施している。またこの「スリーハーツ」は上記の３分野のほか、新井三姉妹（寿枝、貴子＜2012年度ミス日本グランプリ＞他1名）を象徴している。
主な取り組みとして、カンボジアの孤児に歯磨きなどの健康教育や、カンボジアの大学生を対象とした文化交流イベント「浴衣コンテストinカンボジア」、カンボジア・ケップ州で行われた清掃活動「ケップケップクリーン」などがあり、現地日本国大使館やミス日本コンテスト事務局が後援している。新井三姉妹や現役・歴代のミス日本受賞者がカンボジアを訪問し上記事業に参加している。
2017年8月、カンボジアのフン・セン首相が来日の際に、日・カンボジアの友好発展に貢献する団体の代表者として代表・新井寿枝は安倍内閣総理大臣主催で催された赤坂迎賓館離宮晩餐会に招待された。